# Symphonie no 9 de Schnittke
Pour les articles homonymes, voir Symphonie no 9.
La symphonie no 9 est la dernière symphonie écrite par le compositeur russe Alfred Schnittke juste avant sa mort en 1998. La reconstruction de la partition à partir d'un manuscrit à peine lisible a été faite par un compositeur de la jeune génération - Alexander Raskatov - embauché par Irina Schnittke, veuve du compositeur. Raskatov non seulement a reconstruit la Neuvième symphonie mais a aussi écrit sa propre composition: Nunc dimittis - In memoriam Alfred Schnittke. La création de ces deux pièces a été faite par l'Orchestre philharmonique de Dresde dirigé par Dennis Russell Davies le 16 juin 2007.

## Historique
Schnittke a vécu pendant des années à Hambourg. À nouveau frappé par un accident vasculaire cérébral, il avait perdu la parole et il ne contrôlait plus sa main droite. Pourtant, il a continué à composer en 1994 et a laissé des manuscrits écrits avec sa main gauche. Les partitions de cette époque sont peu lisibles et/ou fiables. Contrairement à Gustav Mahler, Schnittke a laissé trois mouvements terminés, mais qui ressemblaient à une sorte de croquis avec des lignes nettes. Irina Schnittke, son épouse, a recherché des candidats qualifiés pour mettre au clair l'œuvre. Nikolai Korndorf a commencé donc le travail, mais il est mort peu de temps après. Irina Schnittke a ensuite donné à Aleksander Raskatov le manuscrit de 53 pages pour essayer de le déchiffrer. Aleksander Raskatov a dû retrouver sur la base de simples esquisses l'intention réelle d'Alfred Schnittke, en essayant d'éviter de transformer l'œuvre en une de ses propres compositions.
À cela s'est ajouté une difficulté supplémentaire avec le changement de style de composition qu'avait choisi Alfred Schnittke à la fin de sa vie. Schnittke s'est rapproché toujours plus des styles d'Arvo Pärt et Valentin Silvestrov. Ascétique, sa musique était inspirée par la religion.

## Instrumentation
La symphonie est écrite pour un grand orchestre, comprenant les bois par trois, un piccolo, une clarinette basse, un cor anglais, quatre cors, trois trompettes, trois trombones, tuba, cordes, trois percussionnistes et un clavecin.

## Structure l'œuvre
Elle est constituée de trois mouvements chacun plus rapide que le précédent :
1. Andante (environ 20 minutes)
2. Moderato (environ 9 minutes)
3. Presto (environ 9 minutes)

L'andante commence avec les cordes suivies par la clarinette et le trombone. Raskatov appelé ce mouvement « Voix d'au-delà ». Les développements qui suivent, sont interrompus violemment par les cuivres. La clarinette joue un rôle de premier plan, peu à peu dominée par la section des bois.
Le mouvement central moderato commence avec les cordes suivies par les instruments à vent et le clavecin. Le cor joue un solo et le tambour bat sur un rythme annonçant le final. Ce mouvement sert de transition entre la lamentation du premier mouvement et le souffle du troisième mouvement.
Le presto commence par les cordes jouant à contre temps tandis que les instruments à vent assurent la basse. Les cordes et le piccolo poursuivent le dialogue. Le clavecin revient pendant un certain temps. Un bref choral joué par les vents surgit puis disparaît et des accords dissonants pianissimo concluent l'œuvre.

## Discographie
- Alfred Schnittke, Symphony nº 9; Alexander Raskatov, Nunc Dimittis, Orchestre philharmonique de Dresde, The Hilliard Ensemble, Elena Vassilieva (mez.), Dennis Russell Davies (cond.), ECM, 2009, ECM New Series 2025, 476 6994.
- Alfred Schnittke, Concerto grosso No. 1; Symphony nº 9, Cape Philharmonic Orchestra, Owain Arwel Hughes, BIS, 2009, CD-1727.
- Alfred Schnittke, The Ten Symphonies: Symphony nº 0, Cape Philharmonic Orchestra, Owain Arwel Hughes; Symphony nº 1, Royal Stockholm Philharmonic Orchestra, Leif Segerstam; Symphony nº 2 “St. Florian”, Mikaeli Chamber Choir, Royal Stockholm Philharmonic Orchestra, Leif Segerstam; Symphony nº 3, Orchestre philharmonique royal de Stockholm, Eri Klas; Symphony nº 4, Stockholm Sinfonietta, Uppsala Academic Chamber Choir, Okko Kamu; Symphony nº 5 – Concerto grosso nº 4, Gothenburg Symphony Orchestra, Neeme Järvi; Symphony nº 6, BBC National Orchestra of Wales, Tadaaki Otaka; Symphony nº 7, BBC National Orchestra of Wales, Tadaaki Otaka; Symphony nº 8, Norrköping Symphony Orchestra, Lü Jia; Symphony nº 9, Cape Philharmonic Orchestra, Owain Arwel Hughes, BIS, 2009, CD-1767-68.